# Релігійно-правові норми
Релігійно-правова норма — акт-документ, що містить церковний канон або іншу релігійну норму, санкціоновану державою для надання їй загальнообов'язкового значення, та забезпечується нею.

### Поняття релігійно-правової норми.
Релігійно-правова норма - це акт-документ, який містить церковний канон або іншу релігійну норму, що переплетена з нормами моралі і права, санкціонована державою для надання їй загальнообов'язкового значення і забезпечена нею (Веди, Біблія, Тора, Коран, енцикліки Папи Римського).  Переважна більшість релігійних норм є формально визначеними, записаними у релігійні збірники ( Коран, Суна, Біблія, Тора), рішення авторитетних діячів релігії, рішення зборів  духівництва ( церковні собори, конференції, тощо). Джерелом релігійної норми є воля Божества, яка по суті виражає поняття справедливості, закріплене у відповідному суспільстві. Тобто, релігійні норми створються на основі загальноприйнятих моральних засад. Зміст норм може мати казуїстичний характер, коли на конкретний життєвий випадок застосовується релігіна норма, або на противагу йому метафоричний, потребуючий роз'яснення та тлумачення тексту авторитетним релігійним діячем, органом духовенства, тощо. Релігійні норми мають переважно позатериторіальний характер, а отже поширюються на тих суб'єктів правовідносин, що визначили свою належність до певної релігійної системи.
Кожна із правових систем релігійного типу виникла і розвинулася на власних релігійних системах - іслам, юдаїзм, індуїзм, християнство. Первинними "клітинами" цих систем є релігійні норми - правила поведінки обов'язкового характеру для вірян різних віросповідань, що встановлені або затверджені органами церковної влади з метою регламентації певних сфер суспільних відносин відповідно до їх компетенції.
Релігійні норми можуть мати різне функціональне навантаження та регулювати : поведінку суб'єктів у суспільстві, порядок організації релігійної влади, її органів; порядок проведення обрядів, тощо.